# Michele di Rocco
Michele di Rocco (* 4. Mai 1982 in Foligno, Italien) ist ein ehemaliger italienischer Boxer. Er war Europameister (EBU) und WM-Herausforderer (WBA) im Halbweltergewicht, sowie als Amateur Teilnehmer der Olympischen Sommerspiele 2004 in Athen. Er ist ein Cousin des Boxers Domenico Spada.

## Amateurkarriere
Michele di Rocco wurde fünfmal Italienischer Meister; 1999 im Federgewicht 2000 2001 und 2002 im Leichtgewicht, sowie 2003 im Halbweltergewicht.
Bei den Mittelmeerspielen 2001 in Tunis gewann er Bronze im Leichtgewicht, wobei ihm Siege gegen Filip Palić und Selim Paliani gelungen waren. Bei der Europameisterschaft 2002 in Perm unterlag er im Viertelfinale gegen Harun Sipahi, erreichte jedoch bei der Olympiaqualifikation 2004 in Warschau, unter anderem mit einem Sieg gegen Boris Georgiew, das Finale, womit er sich für die Olympischen Sommerspiele 2004 in Athen qualifizierte. Dort siegte er im Halbweltergewicht gegen Patrick López und Anoushirvan Nourian, ehe er im Viertelfinale gegen Ionuț Gheorghe ausschied.

## Profikarriere
Betreut von Rosanna Conti Cavini und Salvatore Cherchi bestritt er noch 2004 sein Profidebüt und blieb in 18 Kämpfen ungeschlagen, ehe er im September 2007 erstmals gegen Giuseppe Lauri unterlag. Im Anschluss siegte er wieder in 23 Kämpfen, schlug dabei in einem Rückkampf im April 2012 Giuseppe Lauri und sicherte sich am 8. Juni 2013 mit einem Sieg gegen den Briten Lenny Daws den EBU-Europameistertitel im Halbweltergewicht, den er gegen den Finnen Ville Piispanen, den Spanier Ruben Nieto, den Dänen Kasper Bruun und den Franzosen Alexandre Lepelley verteidigen konnte.
Am 30. Mai 2015 boxte er in Glasgow um den vakanten WBA-Weltmeistertitel im Halbweltergewicht, verlor den Kampf jedoch gegen den Titelträger Ricky Burns durch TKO in Runde 8. Nach einer weiteren K.-o.-Niederlage gegen Eduard Trojanowski im Juli 2017 beendete er seine Karriere.